# النزعة الاستهلاكية الأخلاقية

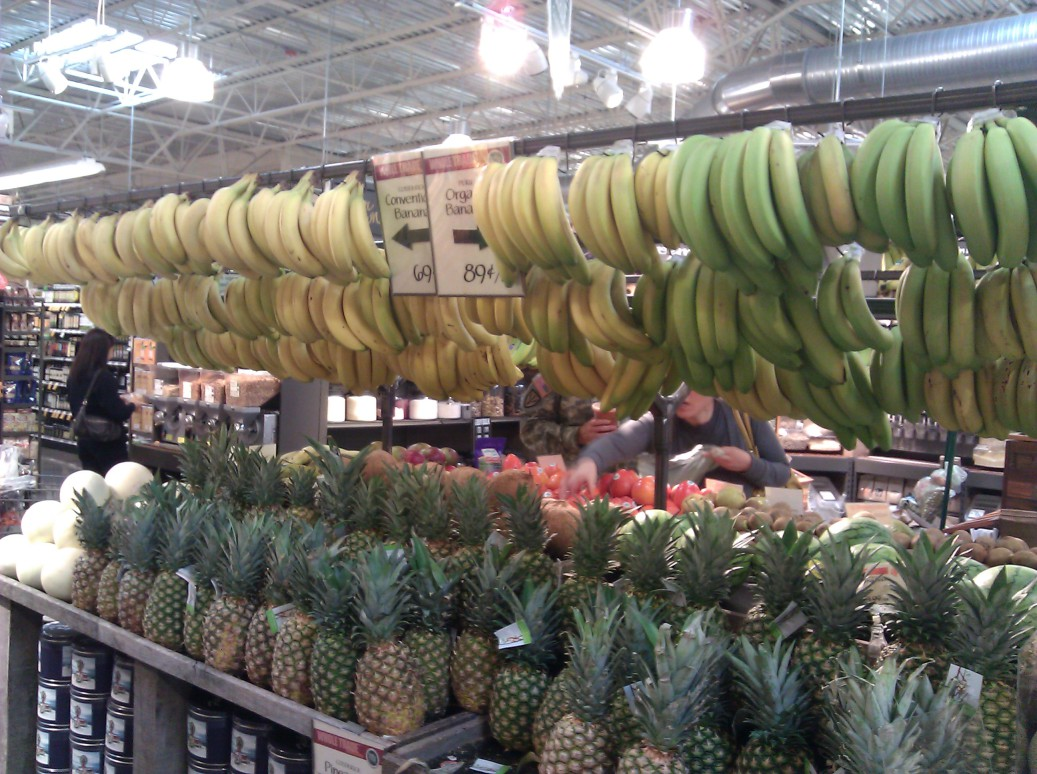

النزعة الاستهلاكية الأخلاقية (تسمى بدلًا من ذلك الاستهلاك الأخلاقي، أو الشراء الأخلاقي، أو الشراء الأدبي، أو التزود الأخلاقي، أو التسوق الأخلاقي المرتبط أيضًا بالاستهلاك المستدام والأخضر): هو نوع من نشاط المستهلك القائم على مفهوم التصويت بالدولار. يُمارس الاستهلاك الأخلاقي من خلال شراء المنتجات المصنوعة بأخلاقيةٍ، والتي تدعم صغار المنتجين والحرفيين المحليين مع حماية الحيوانات والبيئة، ومقاطعة المنتجات التي تستغل الأطفال للعمل، والتي تخُتبر على الحيوانات، أو تضر بالبيئة.
نُشر مصطلح «المستهلك الأخلاقي» الذي يستخدم الآن بشكل عام لأول مرة في مجلة إيثيكال كونسومر البريطانية، التي نُشرت لأول مرة في عام 1989. كان الابتكار الرئيسي لمجلة إيثيكال كونسومر إنتاج «جداول التصنيف» المستوحاة من النهج القائم على المعايير لحركة الاستثمار الأخلاقي الناشئة آنذاك. منحت جداول تقييمات مجلة إيثيكال كونسومر الشركات علامات سلبية (ومن الدرجات الإجمالية لعام 2005) عبر مجموعة من الفئات الأخلاقية والبيئية مثل «حقوق الحيوان» و«حقوق الإنسان» و«التلوث والسموم»، وتمكين المستهلكين من اتخاذ خيارات استهلاك مستنيرة أخلاقيًا، وتزويد منظمي الحملات بمعلومات موثوقة عن سلوك الشركات.
أصبحت هذه التصنيفات الأخلاقية والبيئية القائمة على المعايير شائعةً في وقتٍ لاحق في توفير معلومات المستهلك، وفي المسؤولية الاجتماعية للشركات بين المشاريع التجارية، وتقييمات الاستدامة مثل المُقدمة من إنوفيست، ومؤسسة كالفرت، ودوميني، وآي أر أر سي، وتيا إيه كريف، وكيه إل دي للتحليل. تقدم بلومبيرغ ورويترز اليوم تقييماتٍ «بيئية واجتماعية وحوكمية» مباشرةً إلى شاشات البيانات المالية لمئات الآلاف من تجار سوق الأسهم. تواصل جمعية أبحاث المستهلك الأخلاقي غير الربحية نشر مجلة إيثيكال كونسومر والموقع الإلكتروني المرتبط به، الذي يوفر الوصول المجاني إلى جداول التصنيف الأخلاقي.
على الرغم من أن أدلة الاستهلاك الأخلاقي أحادية المصدر مثل إيثيكال كونسومر وشوب إيثيكال ودليل التسوق الجيد، أثبتت شعبيتها، فإنها تعاني عيبَ التغطية غير المكتملة. من المرجح أن توفر المراجعات الأخلاقية التي يقدمها المستخدمون - على المدى البعيد- تغطيةً ديمقراطيةً متعمقةً لمجموعةٍ واسعة من المنتجات والشركات. يروج مشروع النجوم الخضراء لفكرة تضمين التصنيفات الأخلاقية (على مقياس 1-5 نجوم خضراء) جنبًا إلى جنب مع التصنيفات التقليدية على مواقع البيع بالتجزئة مثل أمازون أو مواقع المراجعة مثل يلب.
يتطابق مصطلح الاستهلاكية السياسية الذي استخدم لأول مرة في دراسة بعنوان «إلغاء الفجوة بين الجنسين: النزعة الاستهلاكية السياسية كشكل صديق للمرأة من المشاركة المدنية والسياسية» للمؤلفَين ديتليند ستول وميشيل ميكيليتي، مع فكرة النزعة الاستهلاكية الأخلاقية، ولكن وجد المؤلفان في هذه الدراسة أن النزعة الاستهلاكية السياسية هي شكل من أشكال المشاركة الاجتماعية التي كانت غالبًا عرضةً للتجاهل في وقت كتابة هذا التقرير، وتحتاج إلى النظر فيها في الدراسات المستقبلية للمشاركة الاجتماعية.

## مجموعات المستهلكين
بدأ الناس في أواخر القرن التاسع عشر وأوائل القرن العشرين في تحرك رسمي للمستهلكين لضمان حصول الناس على قيمة لأموالهم مقابل الأشياء التي اشتروها في البلدان الصناعية. ركز هذا النوع من الحركات على ممارسات العمل غير العادلة للشركات، ومتطلبات وضع العلامات على المواد الغذائية ومستحضرات التجميل والأدوية وما إلى ذلك.
تعتبر كل من رابطة المستهلكين التي تأسست في نيويورك في الولايات المتحدة الأمريكية في عام 1891، ورابطة المستهلكين الوطنية التي أُنشئت في الولايات المتحدة الأمريكية في عام 1898، ومجلس المستهلكين الذي أُنشئ خلال الحرب العالمية الأولى في بريطانيا العظمى، من الأمثلة على حركات المستهلكين. لم يتقاضَ العمال أجورًا جيدة في تلك الفترة، ولم يكن لديهم عمل آمن واستفادة من الحماية الاجتماعية، وكانت ظروف العمل لائقةً، وركزت سياسة منظمة العمل الدولية في تنظيم الحملات أجل العمل اللائق -في هذه الحركة النقابية الأيرلندية- حيثما كانت هناك فرصة لتحسين العمل أو خلق فرص عمل.

## مجالات الاهتمام
تجمع جمعية البحوث الاستهلاكية الأخلاقية، وهي منظمة المستهلك البديلة، المعلومات الخاصة بأكثر من 30,000 شركة وتصنفها وفقًا لأدائها في خمسة مجالات رئيسية، وتكوّن الدرجات الأخلاقية:
البيئة: إعداد التقارير البيئية، والطاقة النووية، وتغير المناخ، والتلوث والسموم، والموائل والموارد.
الناس: حقوق الإنسان، وحقوق العمال، وسياسة سلسلة التوريد، والتسويق غير المسؤول، والتسلح.
الحيوانات: اختبار الحيوانات، والمصانع الزراعية، وحقوق الحيوان الأخرى.
السياسة: النشاط السياسي، والدعوة للمقاطعة، والهندسة الوراثية، ومكافحة التمويل الاجتماعي، وشركة إثوس.
استدامة المنتج: العضوية، والتجارة العادلة، والميزات البيئية الإيجابية، والاستدامة في مجالات أخرى.

## مفاهيم ذات الصلة

### الاستهلاك الواعي
يرشد المستهلك الاستهلاك غير الضروري وحتى غير المرغوب فيه بقوله «إن ذلك لسبب وجيه». يشتري المستهلك نتيجةً لذلك شرائط وردية خلال الشهر الوطني للتوعية حول سرطان الثدي، والمنتجات الخضراء لدعم البيئة، والحلوى والفشار من أطفال المدارس، وبطاقات المعايدة وأغلفة الهدايا من المؤسسات الخيرية، والعديد من الأشياء الأخرى غير المرغوب فيها في كثير من الأحيان. يتجنب المستهلك النظر فيما إذا كان السعر المعروض عادلًا، وما إذا كان التبرع النقدي الصغير أكثر فعالية بعمل أقل بكثير، أو حتى ما إذا كان بيع العنصر يتوافق مع المهمة الظاهرية، كما في حالة الفرق الرياضية التي تبيع الحلوى.
تعتمد بعض هذه الجهود على مفهوم العلامات التجارية: يشتري المستهلك ارتباطًا بصحة المرأة أو الاهتمامات البيئية مثلما يشتري منتجًا ملموسًا.

### المنح البديل
روجت المؤسسات الخيرية لسوق بديل للهدايا، استجابةً للطلب المتزايد على الاستهلاكية الأخلاقية المحيطة بمناسبات تقديم الهدايا، إذ تُقدم مساهماتٍ خيرية نيابةً عن «مستلم» الهدية. يتلقى «المستلم» بطاقة توضح الهدية المختارة، في حين يُرسل عنصر الهدية الفعلي (غالبًا ما يكون من المستلزمات الزراعية أو الحيوانات الأليفة) إلى عائلة في مجتمع فقير.

### النقد
يجادل النقاد بأن القدرة على إحداث التغيير الهيكلي محدودة بالنزعة الاستهلاكية الأخلاقية. يشير البعض إلى كثرة الأسواق المتخصصة باعتبارها التأثير الفعلي للنزعة الاستهلاكية الأخلاقية، بينما يجادل البعض الآخر بأن المعلومات محدودة فيما يتعلق بنتائج عملية شراء معينة، ما يمنع المستهلكين من اتخاذ خيارات أخلاقية مستنيرة. التوزيع غير المتكافئ للثروة يمنع الاستهلاكية -الأخلاقية أو غيرها- من تحقيق إمكاناتها الديمقراطية.
تشير إحدى الدراسات إلى أن «شراء المنتجات الخضراء» بمثابة ترخيص للسلوك غير الأخلاقي في بحثهم لعام 2009 «هل المنتجات الخضراء تجعلنا أناسًا أفضل؟»  وتذكر نينا مزار وتشن بو تشونغ ما يلي:
يتصرف الناس بشكل به إيثار بمجرد التعرض للمنتجات الخضراء بشكل أكبر من بعد تعرضهم للمنتجات التقليدية، تماشيًا مع الهالة المرتبطة بالنزعة الاستهلاكية الخضراء.  يتصرف الناس بشكل أقل إيثارًا وأكثر بغش وسرقة، بعد شراء المنتجات الخضراء بدلًا من المنتجات التقليدية. تظهر الدراسات معًا أن الاستهلاك يرتبط ارتباطًا وثيقًا بسلوكياتنا الاجتماعية والأخلاقية في الاتجاهات والمجالات بخلاف ما كان يعتقد سابقًا.
جادل الكاتب والناشط البيئي البريطاني جورج مونبيوت في مقال نشر في الغارديان عام 2010، بأن المستهلكين الخضر الذين لا يوضحون قيمهم هم جزء من «خطأ كارثي» على خلفية أن مثل هذه النزعة الاستهلاكية «تعزز القيم العرضية» (تلك التي «تتعلق بالحالة والتقدم الذاتي») ومن ثم «جعل تقليل احتمال نجاح الحملات المستقبلية».